# Bonusfamiljen
Bonusfamiljen är en dramaserie skapad av Felix Herngren, Moa Herngren, Clara Herngren och Calle Marthin för Sveriges Television. Serien är producerad av produktionsbolaget FLX. Serien sändes under våren 2017 och hade  redan före sändning påbörjat inspelningen av en andra säsong. Första säsongens manus skrevs av Calle Marthin, Hans Ingemansson, Moa Herngren och Jesper Harrie. Säsongen regisserades av Felix Herngren, Emma Bucht och Martin Persson. Programmet vann Kristallen 2017 för årets TV-drama.
Majoriteten av serien är inspelad i Sundbyberg och allra mest i den så kallade ”huvudvillan” i Duvbo där karaktärerna Lisa och Patrik och resten av deras bonusfamilj bor.
Julmarknaden på Sturegatan, fiket Princess och pubarna The Public och Bishops Arms är bara några kända platser i Sundbyberg som också syns i serien.
Säsong två hade premiär 29 januari 2018. Den andra säsongen är regisserad av Felix Herngren, Emma Bucht, Martin Persson och Eddie Åhgren och skapad av Felix Herngren, Moa Herngren, Clara Herngren, Calle Marthin, Jesper Harrie och Ditta Bongenhielm. Tredje säsongen började sändas i februari 2019 och det bekräftades av SVT att det skulle bli seriens sista säsong. I en senare intervju sa SVT dock att de inte längre hade stängt dörren för fler avsnitt.
SVT bekräftade den 18 november 2019 att man ändrat sitt tidigare beslut och beställt en fjärde säsong av Bonusfamiljen. Fjärde säsongen hade premiär den 25 oktober 2021.
Den 2 december 2022 hade långfilmen Länge leve bonusfamiljen svensk biopremiär. Filmen utspelar sig 10 månader efter TV-seriens fjärde säsong slutar, och regisserades av Felix Herngren.

## Handling
Serien kretsar kring de två huvudkaraktärerna Lisa (Vera Vitali) och Patrik (Erik Johansson), ett Stockholmspar i 40-årsåldern[källa behövs] som båda nyligen gått skilda vägar. Båda har var sin tioårig son och Lisa har även en tonårsdotter. Katja (Petra Mede säsong 1-3, Emma Peters från säsong 4), Patriks före detta fru är arkitekt, medan Lisas exman, Martin (Fredrik Hallgren), arbetar i en sängbutik. Serien följer den bistra relationen som råder mellan det nyblivna paret och deras tidigare makar och hur det är för båda parternas barn att leva i en bonusfamilj. Under seriens gång får man även följa hur det är för Patrik att handskas med sin fru Lisas tioårige son Eddie (Frank Dorsin) som är en bråkig unge, jämte Patriks egen son William (Jacob Lundqvist) som är en mycket mer lugn och skötsam person.

## Rollista (i urval)
- Vera Vitali – Lisa Johansson
- Erik Johansson –  Patrik Ahlin
- Petra Mede (Emma Peters från säsong 4) – Katja Rosén, Patriks före detta fru
- Fredrik Hallgren –  Martin Johansson, Lisas före detta make
- Frank Dorsin  – Eddie Johansson, Lisas och Martins son
- Amanda Lindh  – Bianca Johansson, Lisas och Martins dotter
- Jacob Lundqvist – William Ahlin, Patriks och Katjas son
- Leo Razzak	 – Sebastian, Martins kollega
- Felix Engström – Micael Schmidt, Katjas chef/älskare
- Nour El Refai – Sima, Martins flickvän
- Marianne Mörck – Birgitta Johansson, Martins mamma
- Barbro Svensson – Gunvor Åhgren, Birgittas partner
- Monica Stenbeck – Louise, Katjas mamma
- Ann Petrén – Ylva, terapeut
- Johan Ulveson – Jan, terapeut
- Niklas Engdahl – Henrik Hörstadius, Katjas kollega
- Ida Engvoll – Therese
- Dragomir Mrsic – Branco Jovanovic
- Martin Luuk – Filip Kron, Patriks kollega
- Regina Lund – Emma, Lisas syster
- Hanna Dorsin  – Tuula, barnmorska
- Mikaela Ramel – Jennifer
- Henrik Johansson – Peter
- Dakota Williams – Matteo, Biancas pojkvän
- Paloma Winneth – Veronica, Matteos mamma
- Lucho Villalobos Castillo – Esteban, Matteos pappa
- Christer Fant – Ingmar, Patriks pappa
- Christer Lindarw – Danny, medarbetare i klädbutiken[12]
- Tuva Novotny – Elin